# بارماق‌بینه
بارماق‌بینه (به لاتین: Barmaqbinə) یک منطقهٔ مسکونی در جمهوری آذربایجان است که در شهرستان کلبجر واقع شده‌است.